# Distrikt Hualgayoc
Der Distrikt Hualgayoc liegt in der Provinz Hualgayoc in der Region Cajamarca in Nordwest-Peru. Der Distrikt besitzt eine Fläche von 229 km². Beim Zensus 2017 wurden 16.223 Einwohner gezählt. Im Jahr 1993 lag die Einwohnerzahl bei 17.701, im Jahr 2007 bei 16.849. Sitz der Distriktverwaltung ist die auf einer Höhe von 3507 m gelegene Kleinstadt Hualgayoc mit 3188 Einwohnern (Stand 2017). Hualgayoc befindet sich 13 km südwestlich der Provinzhauptstadt Bambamarca. Die Nationalstraße 3N von Cajamarca nach Bambamarca führt durch den Distrikt und an Hualgayoc vorbei. Westlich und nordwestlich von Hualgayoc befinden sich mehrere Minen, wo im Tagebau Gold gefördert wird, darunter die Mina Cerro Corona.

## Geographische Lage
Der Distrikt Hualgayoc liegt in der peruanischen Westkordillere westzentral in der Provinz Hualgayoc. Das Areal wird nach Nordosten über den Río Llaucano entwässert.
Der Distrikt Hualgayoc grenzt im äußersten Süden an den Distrikt Tumbaden (Provinz San Pablo), im Südwesten an die Distrikte Llapa und Catilluc (beide in der Provinz San Miguel), im Nordwesten an den Distrikt Chugur, im Norden an den Distrikt Chota (Provinz Chota), im Osten an den Distrikt Bambamarca sowie im Südosten an den Distrikt La Encañada (Provinz Cajamarca).

## Ortschaften
Im Distrikt gibt es neben dem Hauptort folgende größere Ortschaften:
- Apan Alto
- Apan Bajo
- Auque Alto
- Chilon
- El Tingo
- Moran Lirio
- Pingullo Bajo
- Tranca de Pujupe
- Yerba Santa Baja